# Pan Trafikk
Pan Trafikk AS var ett norskt bussföretag som bidrog till lokaltrafiken i kommunerna Bergen och Os. Det bildades den 1 januari 1992 genom fusion av de två bussföretagen Åsane Billag AS (ÅB) och Bilruta Fana-Os-Milde L/L (FOM). Huvudkontoret låg i Aasegården på Nedre Nygård i Bergen samt olika trafikavdelningar i Åsane, Fana, Os och i Søreide.
År 1999 slogs företaget samman med Bergen Sporvei AS och bildade Gaia Trafikk.